# James Avon Clyde, Lord Clyde

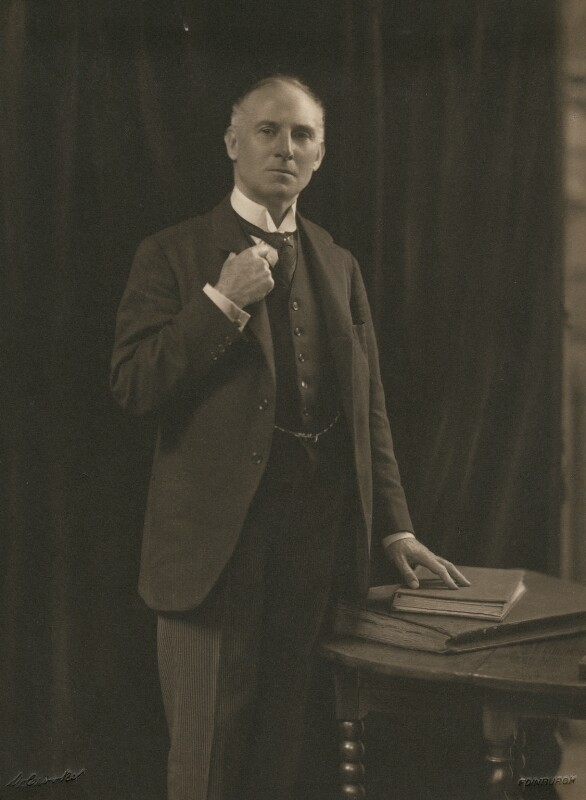
James Avon Clyde, Lord Clyde

James Avon Clyde, Lord Clyde KC PC JP DL (* 14. November 1863; † 16. Juni 1944) war ein schottischer Politiker und Jurist.

## Leben
Clyde wurde 1863 als Sohn des Juristen James Clyde geboren. Er besuchte die Edinburgh Academy sowie die Universität Edinburgh, die er 1884 als Master der Rechtswissenschaften verließ. 1887 erhielt er seine Zulassung als Anwalt. 1895 ehelichte Clyde Anna Margaret McDiarmid, die Tochter eines Arztes aus Cambridge. Zum Kronanwalt wurde er 1901 ernannt und bekleidete 1905 das Amt des Solicitor General for Scotland. 1910 wurde ihm der Ehrendoktorgrad der Rechtswissenschaften verliehen. Er fungierte als Dekan der juristischen Fakultät und hielt zwischen 1916 und 1920 die Position des Lord Advocates. 1916 wurde Clyde auch in das Privy Council erhoben. Des Weiteren fungierte er als Justice of the Peace sowie Deputy Lieutenant für Kinross-shire. Clyde verstarb 1944.

## Politischer Werdegang
Erstmals trat Clyde bei den Unterhauswahlen 1906 zu Wahlen auf nationaler Ebene an. Er bewarb sich für die Conservative Party um das Mandat des Wahlkreises Clackmannanshire and Kinross-shire, konnte sich jedoch nicht gegen seinen liberalen Kontrahenten Eugene Wason durchsetzen, der seit 1899 das Mandat des Wahlkreises innehatte. Zwischenzeitlich zu den Liberalen Unionisten übergetreten, bewarb sich Clyde 1909 bei den Nachwahlen im Wahlkreis Edinburgh West ein weiteres Mal um ein Unterhausmandat. Zu den Nachwahlen, die eine Folge des Rücktritts des Liberalen Unionisten Lewis McIver waren, fand sich kein Gegenkandidat, sodass Clyde ohne Abstimmung das Unterhausmandat erhielt. Bei den folgenden Unterhauswahlen im Januar und Dezember 1910 hielt Clyde sein Mandat gegen die Liberalen Charles Henry Lyell beziehungsweise John Hartman Morgan. Zu den Unterhauswahlen 1918 trat er nicht mehr an und schied aus dem britischen Unterhaus aus.